# Rosa multibracteata
Espèce
Classification phylogénétique
Rosa multibracteata est une espèce de plantes à fleurs de la famille des Rosaceae. C'est un rosier classé dans la section des Cinnamomeae, originaire de Chine occidentale.

## Description[1]
C'est un buisson d'environ 2 mètres de haut, aux tiges vertes puis brun-rouge dont les aiguillons sont droits. Les feuilles de 7 à 9 folioles forment un feuillage de fougère.
Les fleurs, à odeur peu agréable, sont simples, rose lilas, sur de longs pédoncules, groupées en bouquets. Elles fleurissent assez longtemps en juillet et août et donnent des cynorrhodons de couleur rouge vif.

## Hybrides[2]
Rosa multibracteata est un des parents de certains rosiers hybrides :
- 'Cerise Bouquet' (Rosa multibracteata × Rosa 'Crimson Glory') aux fleurs rouges doubles